# هارفست مون: العودة إلى الطبيعة
هارفست مون: العودة إلى الطبيعة (بالإنجليزية: Harvest Moon: Back to Nature)‏ هي لعبة فيديو صدرت في 1999. وهي متوفرة على أجهزة بلاي ستيشن بورتبل وبلاي ستيشن نتورك . وهي من نشر ناتسومي.